# Castelplanio
Castelplanio és un comune (municipi) de la província d'Ancona, a la regió italiana de les Marques, situat a uns 35 quilòmetres al sud-oest d'Ancona. A 1 de gener de 2019 la seva població era de 3.446 habitants.
Castelplanio limita amb els següents municipis: Belvedere Ostrense, Maiolati Spontini, Poggio San Marcello i Rosora.